# بيل روبنسون (لاعب كرة قدم أمريكية)
بيل روبنسون (بالإنجليزية: Bill Robinson)‏ هو لاعب كرة قدم أمريكية أمريكي، ولد في 29 سبتمبر 1929 في بيتسبرغ في الولايات المتحدة، وتوفي في 31 مارس 2016 في نيو روتشيل في الولايات المتحدة.

## وصلات خارجية
- ويليام روبنسون على موقع مرجع كرة القدم المحترفة.كوم (الإنجليزية)